# هماگاهاهنا
هماگاهاهنا (به لاتین: Hemagahahena) یک منطقهٔ مسکونی در سری‌لانکا است که در استان مرکزی (سری‌لانکا) واقع شده‌است.